# 竹内良知
竹内 良知（たけうち よしとも、1919年1月10日 - 1991年8月22日）は、日本の哲学者。関西大学名誉教授。

## 来歴
大分県出身。京都帝国大学卒。旧制松本高等学校教授、戦後は名古屋大学助教授、1977年関西大学教授。1989年定年退任。スピノザ、西田幾多郎を研究、戦後はマルクス主義に傾いた。

## 著書
- 『プロジェクト・メソッド 教育の方法について』（河出書房） 1947
- 『国民教育と道徳教育』（新評論） 1959
- 『西田幾多郎 「善の研究」まで』（東京大学出版会、近代日本の思想家） 1966
- 『マルクス主義の哲学と人間』（盛田書店） 1969
- 『西田幾多郎』（東京大学出版会、UP選書） 1970
- 『マルクスの哲学と宗教』（第三文明社、レグルス文庫） 1976
- 『西田幾多郎と現代』（第三文明社、レグルス文庫） 1978.10
- 『スピノザの方法について』（第三文明社） 1979.10
- 『西田哲学の「行為的直観」』（農山漁村文化協会） 1992.5

## 編著
- 『昭和思想史』（ミネルヴァ書房、社会科学選書） 1958
- 『教育実践と基本理論 国際民主教育論集』（青木書店） 1959
- 『現代日本思想大系 第21 マルキシズム 第2』（筑摩書房） 1965
- 『現代人の思想 第9 疎外される人間』（平凡社） 1967
- 『ドキュメント現代史 6 人民戦線』（平凡社） 1973

## 翻訳
- 『真理の探求 第1』（マルブランシュ、創元社、哲学叢書） 1949
- 『マルクス主義』（アンリ・ルフェーヴル、白水社、文庫クセジュ） 1952
- 『形而上学叙説 単子論』（ライプニッツ、河出書房、世界大思想全集） 1954
- 『哲学とは何か』（ハワード・セルサム、理論社） 1955
- 『講座哲学』全4巻（ポリツェル, ベス, カヴァンク、共訳、大月書店） 1956
- 『運命の転回』（ルカーチ、真下信一, 藤野渉共訳、平凡社） 1957 - 1958
- 『百科全書序説』（(ダランベール、河出書房、世界大思想全集） 1959
- 『マルクス主義と偏見なき精神』（J・ルイス、真下信一, 藤野渉共訳、岩波現代叢書） 1959
- 『グラムシ選集』第1 - 3（分担、合同出版社） 1961 - 1962
- 『科学教育論』（ランジュバン、新村猛共訳、明治図書出版、世界教育学選集） 1961
- 『教育論』（アンリ・ワロン, ジャン・ピアジェ、明治図書出版、世界教育学選集） 1963
- 『封建的世界像から市民的世界像へ』（フランツ・ボルケナウ、水田洋, 花田圭介, 矢崎光圀, 栗本勤, 元濱清海, 山田宗睦, 田中浩, 菅原仰共訳、みすず書房） 1965.9
- 『20世紀のマルクス主義』（R・ガロディ、紀伊国屋書店） 1968
- 『ルソーとマルクス』（ガルヴァーノ・デッラ・ヴォルペ、合同出版） 1968
- 『無神論』（アンリ・アルヴォン、垣田宏治共訳、白水社、文庫クセジュ） 1970
- 『マルクス以後のマルクス主義』（ピエール・ファーヴル, モニク・ファーヴル、白水社、文庫クセジュ） 1971
- 『現象学と弁証法的唯物論』（チャン・デュク・タオ、合同出版） 1971
- 『マルクス主義の新しい展開 ガロディとの対話』（ロジェ・ガロディ, クロード・グレイマン、番町書房） 1973
- 『スピノザ哲学』（ジョゼフ・モロー、白水社、文庫クセジュ） 1973
- 『科学認識論』（ガストン・バシュラール、白水社、人間の科学叢書） 1974
- 『人間科学の諸理論』（ ジュリアン・フロイント 垣田宏治共訳 白水社、人間の科学叢書） 1974
- 『教育学と心理学』（ピアジェ、吉田和夫共訳、明治図書出版） 1975
- 『マルクス主義50語』（ピエール・マッセ、中田平共訳、朝日出版社） 1976
- 『近代世界の哲学 シュンツァーからライプニッツへ』（監訳、白水社、シャトレ哲学史 3） 1976
- 『技術の思想家マルクス』（コスタス・アクセロス、垣田宏治共訳、創林社） 1980.5
- 『子どもの精神的発達』（アンリ・ワロン、人文書院） 1982.8

## 記念論集
- 『教育の解放を求めて 鈴木祥蔵・竹内良知先生関西大学退職記念論集』（明石書店） 1990.10